# Gârliciu
Gârliciu is een Roemeense gemeente in het district Constanța.
Gârliciu telt 1813 inwoners.